# جیک کوپر (بازیکن فوتبال)
جیک کوپر (انگلیسی: Jake Cooper؛ زادهٔ ۳ فوریهٔ ۱۹۹۵) بازیکن فوتبال اهل بریتانیا است.
از باشگاه‌هایی که در آن، بازی کرده است می‌توان به باشگاه فوتبال ردینگ اشاره کرد.
وی همچنین در تیم‌های ملی فوتبال زیر ۱۸ سال انگلستان، زیر ۱۹ سال انگلستان، و زیر ۲۰ سال انگلستان، بازی کرده است.